# Hank Reinhardt
Hank Reinhardt (Atlanta, 1934. január 18. – Athens, 2007. október 30.) amerikai tudományos-fantasztikus és fantasy szerző, középkori fegyverek szakértője

## Életpályája
Az 1950-es években Európában szolgált az amerikai hadsereg tagjaként, később sok éven át Alabamában élt. Kétszer nősült, első felesége Janet Reinhardt volt, akitől két lánya született, Dana és Cathy Reinhardt második felesége Toni Weisskopf tudományos-fantasztikus szerkesztő és könyvkiadó volt. Szív-bypass műtét utáni Staphylococcus-fertőzésben hunyt el.
Már fiatalon érdeklődött a kardok és egyéb szúró- és vágófegyverek iránt. Tudását katonai szolgálata alatt, több európai múzeum meglátogatása során fejlesztette tovább. Amerikába való visszatérte után több munkahelye is volt, mielőtt az 1980-as években csatlakozott Bill Adamshoz, az Atlanta Cutlery nevű cég elnökéhez. Együtt alapították meg a Museum Replicas Ltd-t, amely középkori fegyverek, illetve páncélok modern replikáit készítette el, s csomagküldő cégként működött.
Részben annak köszönhetően, hogy Reinhardt hozzáfért a Londoni Tower fegyvertárához (Ewart Oakeshotthoz, a gyűjtemény kurátorához fűződő barátsága miatt) a cég minőségi másolatokat tudott készíteni, amelyek közül sokat maga Reinhardt készített és tesztelt. Haláláig mint tanácsadó kötődött a céghez, emellett más kardkészítők tanácsadójaként is szolgált.
Számos szakcikket publikált a kardokról, ill. egyéb szúró- és vágófegyverekről, a Blade magazinban rovatot vezetett a mozifilmekben felbukkanó kardokról. Gerald W. Page-vel közösen szerkesztette a DAW Books által 1979-ben megjelentetett Heroic Fantasy című antológiát. Haláláig írt egy könyvet a kardok történetéről, e munkája a Baen Books kiadónál jelent meg The Book of Swords címen. Két videót is készített a kardokról, emellett komoly szerepet játszott a Reclaiming the Blade című alkotásban, amely egy vele készült mélyinterjút is tartalmaz, ebben a történelmi európai harcművészetekben szerzett tapasztalatait részletezte.
Az amerikai Dél sci-fi életének meghatározó szereplője volt. 1950-ben segített megalapítani az ASFO-t, amely Atlanta legelső sci-fi klubja volt. Ezt követően társalapítója volt az első ilyen klubnak az alabamai Birminghamban is. Fegyverekkel és páncélokkal foglalkozó vendégelőadóként, valamint a középkori harci technikák bemutatójaként szerepelt számos tudományos-fantasztikus kongresszuson. Számos díjat kapott a sc-fi területén kifejtett tevékenységéért és a középkori fegyverek népszerűsítéséért, köztük az 1973-as Rebel Award-ot, a DragonCon 1990-es Georgia Fandom Award-ját (amelynek ő volt az első díjazottja), valamint a 2006-os atlantai Blade Show Industry Achievement Award díját.
Magyar nyelven egyetlen fantasy-novellája jelent meg a Galaktika 45. számában 1982-ben Az öreg bajnok címmel.

## Válogatott munkái

### Antológia
- Heroic Fantasy (Gerald W. Page-vel közösen szerkesztette) (1979)

### Elbeszélések
- "Fearn" (1978)
- "Farewell, Mars" (1970) (Gerald W. Page-vel közösen) (1970)
- "The Age of the Warrior" (1979)

### Tudományos munkák
- Commentary on Armor (1979)
- Commentary on Courage and Heroism (1979)
- Commentary on Swords and Swordplay (1979)
- Editor's Introduction (Gerald W. Page-vel közösen) (1979)
- Hype – An Ancient an Art as Swordmaking
- There Is No Best Sword
- Hank Reinhardt's The Book of Swords (Baen, 2009. augusztus) ISBN 978-1-4391-3281-4

## Fordítás
- Ez a szócikk részben vagy egészben  a   Hank Reinhardt című angol Wikipédia-szócikk ezen változatának fordításán alapul.  Az eredeti cikk szerkesztőit annak laptörténete sorolja fel. Ez a jelzés csupán a megfogalmazás eredetét és a szerzői jogokat jelzi, nem szolgál a cikkben szereplő információk forrásmegjelöléseként.